# Els arxius del Pentàgon
Els arxius del Pentàgon (títol original en anglès: The Post) és una pel·lícula estatunidenca històrica dirigida per Steven Spielberg de 2017. A Catalunya, la pel·lícula es va estrenar el 2018 en versió original subtitulada en català.
La pel·lícula està inspirada en fets autèntics: els Pentagon Papers, una de les primeres exclusives (scoops) de la història del periodisme estatunidenc al començament de la dècada del 1970. Aquesta expressió anglesa designa sobretot el document United States-Vietnam Relations, 1945-1967: A Study Prepared by the Department of Defense («Relacions entre els Estats Units i el Vietnam, 1945-1967: un estudi preparat pel departament de Defensa»), o sigui més de 7.000 pàgines top secret que descobreixen els orígens de la guerra del Vietnam i provaven que els Estats Units havien provocat deliberadament aquest conflicte políticament i militar.

## Argument
L'any 1971, la primera directora del diari The Washington Post, Katharine Graham, i el seu redactor en cap, Benjamin Bradlee, lluiten contra el govern federal per publicar els Pentagon Papers, pàgines confidencials i secrets de defensa que descobreixen la responsabilitat i la implicació política i militar dels Estats Units a la guerra del Vietnam, de 1945 a 1967.

## Repartiment
- Tom Hanks: Benjamin Bradlee
- Meryl Streep: Katharine Graham
- Bruce Greenwood: Robert McNamara
- Carrie Coon: Meg Greenfield
- Bob Odenkirk: Ben Bagdikian
- Sarah Paulson: Tony Bradlee
- Michael Stuhlbarg: Eugene Patterson
- Jesse Plemons: Roger Clark
- Alison Brie: Lally Weymouth
- David Cross: Philip L. Geyelin
- Tracy Letts: Paul Robert Ignatius
- Matthew Rhys: Howard Simons
- Bradley Whitford: Fritz Beebe
- Zach Woods: Daniel Ellsberg
- Pat Healy: Philip L. Geyelin
- Stark Sands: Don Graham
- Jennifer Dundas: Liz Hylton
- Jessie Mueller: Judith Martin

## Producció

### Gènesi i desenvolupament
Amy Pascal, antiga presidenta de Sony Pictures Entertainment fins al 2015, adquireix l'octubre de 2016 els drets d'un guió escrit per Liz Hannah.
El març de 2017, s'ha anuncia que Steven Spielberg és en negociacions per posar en escena i produir el film, llavors titulat The Post. El títol serà a continuació canviat a The Papers abans de ser novament nomenada The Post l'agost de 2017.
Steven Spielberg desenvolupa i roda aquest film durant la llarga postproducció del film de ciència-ficció Ready Player One, que necessita molts efectes especials digitals.

### Repartiment dels papers
El març de 2017, Tom Hanks i Meryl Streep han anunciat els papers respectius de Benjamin Bradlee i Katharine Graham. L'actriu roda per primera vegada amb Steven Spielberg, però es tracta de la 5a col·laboració entre Tom Hanks i el director, després de Salvem el soldat Ryan (1998), Catch Me If You Can (2002), The Terminal (2004) i Bridge of Spies (2015).
El repartiment es completa a continuació amb l'arribada de Alison Brie, Carrie Coon, David Cross, Bruce Greenwood, Tracy Letts, Bob Odenkirk, Sarah Paulson, Jesse Plemons, Matthew Rhys, Michael Stuhlbarg, Bradley Whitford i Zach Woods.

### Rodatge
El rodatge comença a Nova York el 30 de maig de 2017. Té lloc igualment a White Plains, també a l'Estat de Nova York, i a Washington DC.

### Crítica
El film rep crítiques més aviat positives als Estats Units. A Rotten Tomatoes, obté un 85% d'opinions favorables per a 130 crítics i una nota mitjana de 8,1⁄10. A Metacritic, The Post aconsegueix una nota mitjana de 83⁄100 per a 37 crítics.

### Premis i nominacions
- American Film Institute Awards 2018: Top 10 dels films de l'any

### Nominacions
- Globus d'Or 2018: millor film dramàtic, millor director per a Steven Spielberg, millor guió per a Liz Hannah Josh Imitar, millor actor a un film dramàtic per a Tom Hanks, millor actriu a un film dramàtic per a Meryl Streep i millor música per a John Williams

## Crítica
- "És un docudrama emocionant, ple de coses, que amb confiança i una gran energia cinematogràfica (...) explica una història americana fonamental sobre història, periodisme, política i com aquests es van unir"[10]
- "Tom Hanks i Meryl Streep impressionen (...) És una pel·lícula estimulant i entretinguda (...) És un emocionant drama de principis. A la seva manera, una trucada a les armes (…) Puntuació: ★★★★ (sobre 5)"[11]

- "Un thriller vigorós i emocionant basat en fets reals (...) Impactant i de ritme àgil (...) El guió agudament detallat equilibra els aspectes públic i privat de la història"[12]

- "Aquest emocionant drama sobre els Papers del Pentágono li dona a Meryl Streep el seu millor paper en anys (…) Puntuació: ★★★★★ (sobre 5)"[12]

- "La pel·lícula de Spielberg és emocionant i està feta amb intel·ligència (...) El missatge de la pel·lícula és sòlid i persuasiu i el cinema polit de Spielberg (...) no falla."[13]